# Winai Kraibutr
Winai Kraibutr (en thaï : วินัย ไกรบุตร), né le 16 juin 1969 dans l'île de Koh Lanta (province de Krabi) et mort le 20 mars 2024 à Bangkok,, est un acteur thaïlandais.

## Filmographie

### Films
- 1995 : PhooChai Huajai mai pie rua (ผู้ชายหัวใจไม่พายเรือ)[4]
- 1999 : Nang Nak (นางนาก)[5],[6],[7]
- 2000 : Bang Rajan (บางระจัน)[8],[9]
- 2001 : Krai Thong (ไกรทอง)[10],[11]
- 2001 : The Snake King's Child  (កូនពស់កេងកង)
- 2002 : The Hotel (โรงแรมผี)[12]
- 2002 : Mom (ธรณีกรรแสง)[13]
- 2008 : Pirates de Langkasuka (ปืนใหญ่จอมสลัด)[14]
- 2010 : Yamada, la voie du samouraï
- 2012 : Bangkok Renaissance

### Série télévisée
- 2019 : The Stranded (เคว้ง)[15] : le père de Kraam